# Verdú
Verdú é um município da Espanha na comarca de Urgel, província de Lérida, comunidade autónoma da Catalunha. Tem 35,8 km² de área e em 2021 tinha 880 habitantes (densidade: 24,6 hab./km²).
O Museu de Brinquedos e Autómatos de Verdú, foi inaugurado em 2004 e apresenta uma colecção de mais de mil brinquedos. É situado num edifício imponente e espectacular, o que o converte num dos museus mais destacados a nível mundial neste âmbito.[parcial?]

## Demografia
| Variação demográfica do município entre 1991 e 2004 | Variação demográfica do município entre 1991 e 2004 | Variação demográfica do município entre 1991 e 2004 | Variação demográfica do município entre 1991 e 2004 |
| --------------------------------------------------- | --------------------------------------------------- | --------------------------------------------------- | --------------------------------------------------- |
| 1991                                                | 1996                                                | 2001                                                | 2004                                                |
| 960                                                 | 994                                                 | 1004                                                | 1074                                                |